# Ascoyunnania
Ascoyunnania — рід грибів класу Sordariomycetes. Назва вперше опублікована 2005 року. Рід є монотипним, містить один вид Ascoyunnania aquatica.

## Класифікація
До роду Ascoyunnania відносять 1 вид:
- Ascoyunnania aquatica